# Institut Cubà de l'Art i la Indústria Cinematogràfics
L'Institut Cubà de l'Art i la Indústria Cinematogràfics (oficialment en castellà: Instituto Cubano del Arte e Industria Cinematográficos, ICAIC) és una institució de Cuba dedicada a la promoció de la indústria cinematogràfica que va ser creada en 1959, 83 ;dies després del triomf de la Revolució Cubana. El principal esdeveniment del ICAIC és el Festival Internacional del Nou Cinema Llatinoamericà de l'Havana. Els seus membres més destacats són Tomás Gutiérrez Alea, Julio García Espinosa, Alfredo Guevara, Santiago Álvarez, i Sara Gómez.
Aquest institut, dirigit per Alfredo Guevara, usurpa el nom de Cinemateca de Cuba, entitat ja existent fundada per Herman Puig a Cambridge, Anglaterra amb Henri Langlois, la qual va ser creada a partir de la transformació del Cinema-Club de l'Havana (fundat per Ricardo Vigón i Germán Puig) a Cinemateca de Cuba. El 2013 Guevara fou substituït per Roberto Smith.
Puig ja havia realitzat diversos curtmetratges, un amb Carlos Franqui (1921-2010); i un altre juntament amb Edmundo Desnoes, titulat El visitante (cap a 1955), que mai va ser acabat i en el qual va participar l'espanyol Néstor Almendros com a director de fotografia.

## Grup d'experimentació sonora de l'ICAIC
A principis de la dècada dels seixanta, l'ICAIC va afavorir la creació del grup d'experimentació sonora com un col·lectiu de treball per a la creació de música per a documentals i pel·lícules. Amb això es pretenia rellançar la perspectiva de la música cubana fos dels criteris del mercat.
Leo Brouwer va ser director d'aquest grup i altres membres fundadors ho van ser Silvio Rodríguez, Pablo Milanés, Noel Nicola i Sara González, entre altres membres de la crida nova trova cubana.

## Institucions que integren l'ICAIC
- Cinemateca de Cuba
- Casa del Festival
- Archivo Fílmico

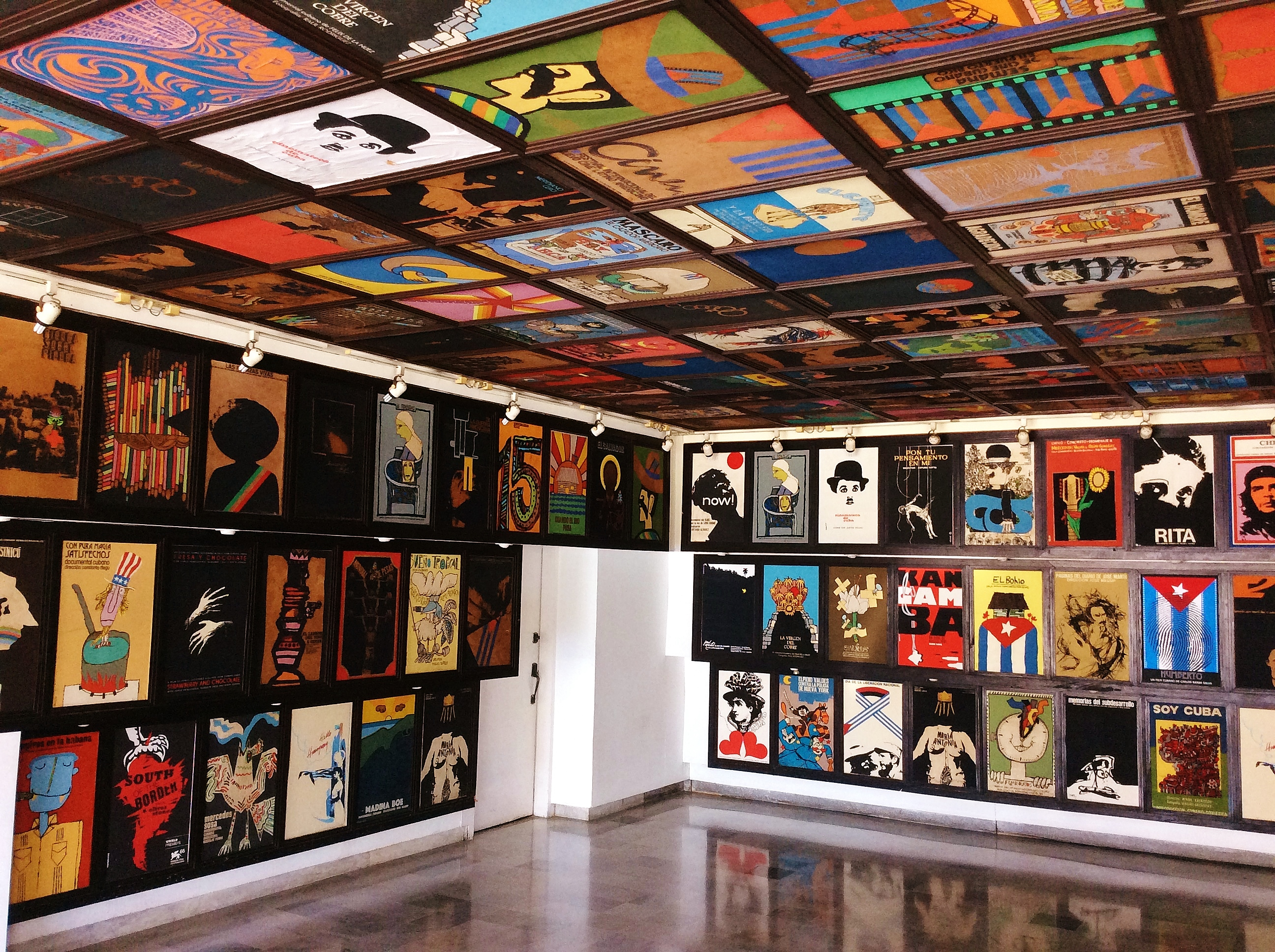
Interior de la seu de l'ICAIC.

- Centro de Información Cinematográfica ICAIC
- Audiovisuales ICAIC, Producción-Distribución
- Estudios de Animación del ICAIC
- Distribuidora Nacional ICAIC
- Estudios Fílmicos Cubanacán
- Estudios de Infografía
- Unidad de Atención a Establecimientos de Cine

A la fi dels anys 1970 i principis dels 1980 es van fer treballs de doblatge per a diverses sèries produïdes pe l'ICAIC i creats per Juan Padrón, que comptaven amb les veus de diverses figures de ràdio i TV de Cuba, aquests mateixos actors van aportar les seves veus per a la realització de doblatge de diverses animacions japoneses estrenades als cinemes de l'illa, entre ells Voltus V i Mazinger Z, Aventuras en el Mississippi, UFO Dai Apolon, Baxingar, entre molts altres, alguns doblatges barrejats amb els fets per ESM de Los Angeles. També van fer treballs de doblatge en sèries americanes com The Woody Woodpecker Show. El 1970 es crea a l'Havana els Tallers de Cinema-Debat en el Teatre "Varona" de la Universedad de l'Havana, per part del Dr. Raimundo Torres Díaz, d'aquest grup sorgeix la idea de la creació del Moviment Nacional de Cinema Aficionats de Cuba, compost per Raimundo Torres, Díaz, Sergio Vitier García Marruz (profeszor de música al cinema), Jackie de la Nuez (professor de Guió Cinematogràfic), Bárbara Beltrán Camejo (professora de música al cinema), Rolando Baute (edició i muntatge de l'ICAIC), Tomás Gutiérrez Alea ("Titón") qui fora professor de Direcció Cinematogràfica d'aquest Moviment de Cinema Aficionats, Tito Junco (professor d'Actuació Cinematogràfica), Héctor García Mesa (professor d'Història al cinema). Aquest Moviment va crear la primera escola de cinematografia de l'Havana, es van dur a terme tres Festivals un d'ells Internacional, pot veure's en Facebook en la pàgina de "Moviment Nacional de Cinema Aficionats de Cuba" on es documenta tot això.